# Pierre Bosco
Pour les articles homonymes, voir Bosco.
Pierre Bosco, né le 29 janvier 1909 à Visco, dans la province d'Udine, et mort le 3 mars 1993 à Vernouillet, est un artiste peintre et lithographe italien. Il est surtout connu dans les années 1970 comme le peintre du sport et des courses de chevaux. Sa technique employant des empâtements colorés le rapproche parfois de la sculpture.
Ses sujets de prédilection sont notamment les combats de coqs, les Arlequins, les courses hippiques, les joueurs de rugby, les coureurs cyclistes, les Crucifixions, les cathédrales et les voiliers.

## Les premières années
Fils de Giacomo Bosco et Maria Godeas, Pierre Bosco grandit au sein d’une famille de sept enfants. Très tôt il est attiré par la peinture. En dépit des encouragements de son père à faire une carrière d’officier dans la marine marchande, il part après son service militaire pour Gênes et Rome où il devient restaurateur de tableaux religieux. En découvrant les œuvres de Cézanne, Pissarro, Gauguin ou Rouault, il décide de partir pour Paris où vivent peintres et sculpteurs du monde entier.

En 1932 il s’installe à Saint-Germain-en-Laye (16, rue de la République), côtoyant les peintres Maurice Denis, Pierre Bonnard, André Derain, Aristide Maillol, Edouard Vuillard et surtout le peintre nabi Ker-Xavier Roussel dont il est l'assistant, une rencontre essentielle pour le peintre,.

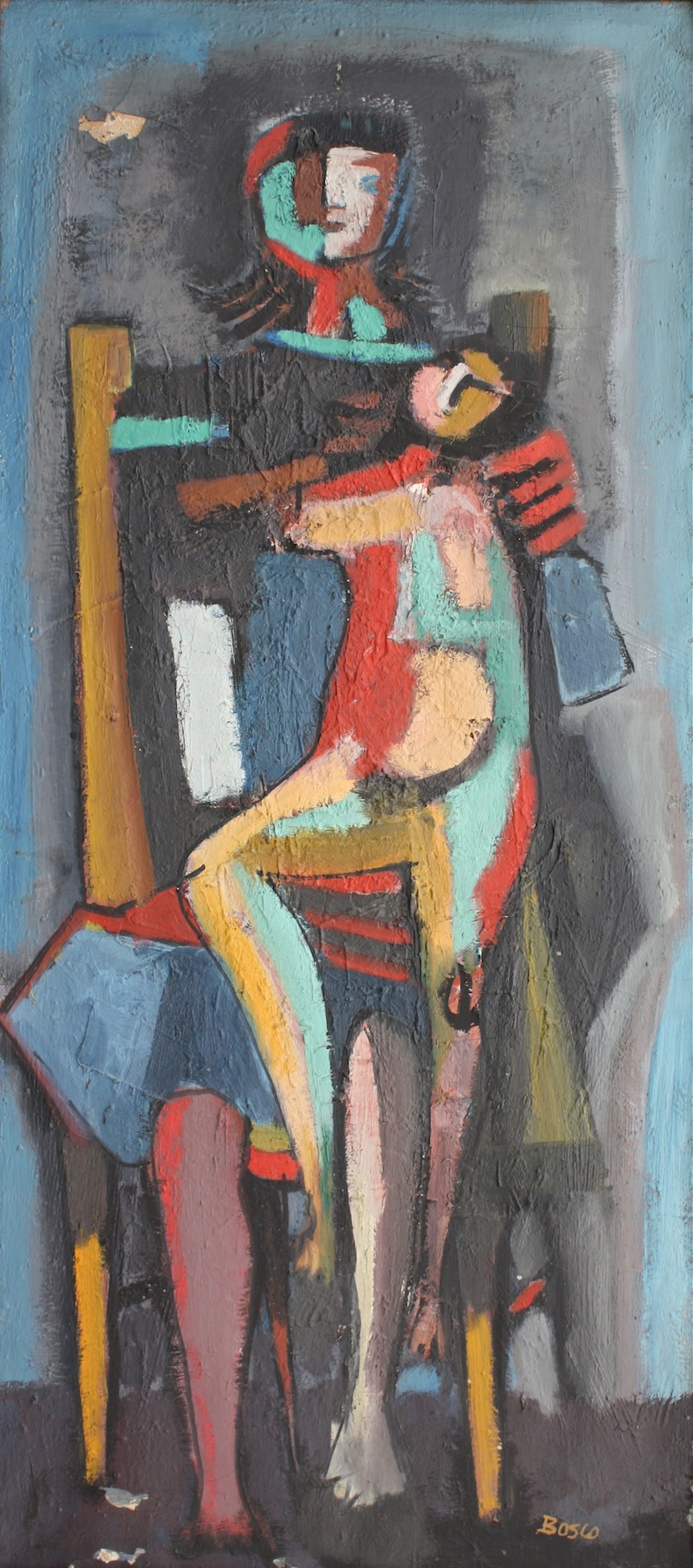
La mère et l'Enfant, 1945.

Après quelques années difficiles durant lesquelles il vend occasionnellement, Bosco réalise sa première exposition personnelle à Paris en 1943. À la mort de son père en 1945 il retourne en Italie où il séjournera dans sa famille pendant un an. À son retour en France, il vit de la restauration de tableaux.
    

## Les années 1950
Le succès vient dans les années 1950, après avoir créé à Saint-Germain-en-Laye l’Association des Peintres Indépendants (A.P.I.), regroupant les peintres Jean Souverbie, Roger Chastel, les Frères Vera, Antoni Clavé, Emeric Gomery et Edoardo Samartino. Bosco participe à la 1re Biennale del Mare à Gênes en 1951 et expose l’année suivante à la Galerie Vivet, rue de l’Université, à Paris.
En 1953 il présente une Descente de croix au Troisième Salon d’Art sacré au musée d’Art Moderne de la Ville de Paris et expose cinquante toiles à la Galerie Le Hérisson à Saint-Germain-en-Laye. À l’occasion de cet événement remarqué par le poète Pierre Seghers, Bosco rencontre le poète Guy Lavaud qui lui consacrera désormais de nombreux articles. Pour lui, Bosco est un puissant de la peinture, un visionnaire. Durant trois années consécutives il sera sélectionné pour le prestigieux prix Othon Friez au Musée des Arts Décoratifs de Paris.
En 1955, la Galerie M. Forein du faubourg-Saint-Honoré le sollicite en vue d’une exposition abstraite que Bosco décline : il a fait l’expérience de l’abstrait mais, pour l’artiste avide de nouvelles expériences, c’est « un moyen facile de répéter un système et de s’y enfermer ».
En 1956 le peintre rencontre Alex Maguy, célèbre collectionneur et propriétaire de la Galerie de l’Élysée. Il signe un contrat qui le lie au marchand de tableaux pendant quinze ans. L’année suivante, à l’occasion d’une exposition d’envergure dans cette galerie, la presse unanime loue ses « visions fulgurantes », « son style au graphisme alerte, aux tons recherchés ». Robert Vrinat, journaliste au Figaro, le reconnaît « comme un des plus grands peintres de sa génération ». Des articles élogieux lui sont consacrés par les poètes Pierre Seghers, Jean Cocteau, Marcel Sauvage (qui lui consacrera un poème).
Cette collaboration lui ouvrira des portes. Ses œuvres vont entrer dans les collections permanentes des musées. Il attire financiers, avocats, acteurs et producteurs de cinéma. En 1958 son œuvre est présentée à Clermont-Ferrand, à Strasbourg et au Casino de la Baule.
La « période Alex Maguy » ne durera qu’un temps ; devant les exigences autoritaires du galeriste, Bosco décide de limiter sa production. En 1959, le contrat est dénoncé pour « atteinte à la créativité ».

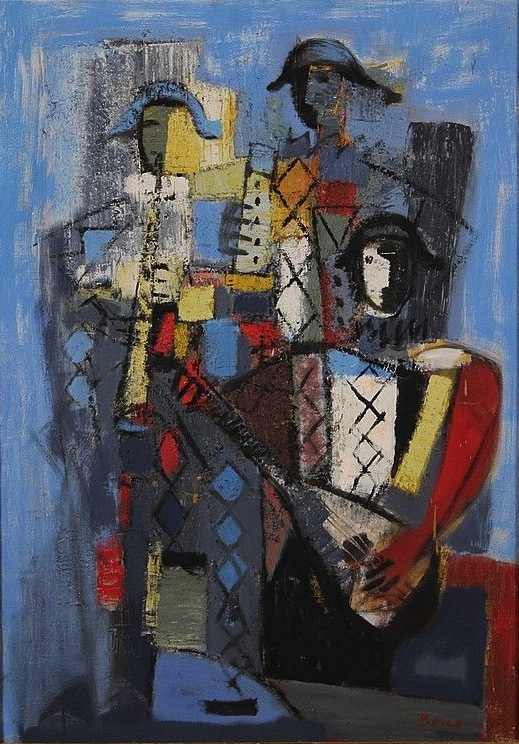
Trois Musiciens

La même année est organisée une exposition à la Galerie Di Meo, à Paris. L’année suivante, le peintre se marie et part pour New York où a lieu, à la galerie Norval, une importante exposition où tous les collectionneurs habituels se sont donné rendez-vous. Ce succès, relaté par un article élogieux dans le New York Herald Tribune, permettra au peintre de prolonger son voyage de noces dans le nord-est des États-Unis et au Canada.

## Les années 1960
En 1959 Pierre Bosco rencontre Yves Thomas, propriétaire de la galerie La Belle Gabrielle, située à deux pas de la Place du Tertre à Montmartre ; un contrat va les lier pendant plus de vingt-cinq ans.
Du 28 janvier au 16 février 1961 a lieu la première grande manifestation du peintre en Suisse, au Musée de l’Athénée de Genève.
En 1963 une importante exposition à la Belle Gabrielle connaîtra un franc succès. À cette occasion des articles élogieux lui sont consacrés dans Le Figaro, Libération, L’Humanité  et Paris-Presse. Dans la revue littéraire Carrefour, l’auteur déclare : « L’art farouche de Bosco porte sa rudesse et son mystère. C’est un art d’expression pure, s’il en est, qui n’est pas fait pour plaire bien sûr, mais dont la sincérité ne peut rien faire que de retenir l’attention. Une personnalité d’exception qui sera discutée ». Dans Les Lettres françaises du 6 juin 1963, on lit : « Les toiles de Bosco sont remplies d’une atmosphère mystérieuse, d’un expressionnisme tragique ».
En 1964 il expose à la galerie Max Bodner à New-York ; ses toiles figurent parmi celles de Marie Laurencin, Pablo Picasso, Paul Signac, Camille Pissarro, Auguste Renoir et Georges Rouault. L’année suivante, ce sont quarante toiles récentes qu’il présente au public à la Galerie Wamper à Cologne.
En avril 1967 Bosco reçoit la médaille d’argent de la ville de Paris et en juin la Croix de Chevalier.
La fin de la décennie est marquée par deux expositions européennes : à la Galerie Il Tibbio à Trieste en Italie et à la Corner Gallery de Londres.

## Les années 1970
En 1971 a lieu une  exposition à la galerie La Belle Gabrielle, suivie d’une exposition de groupe au palais de Chaillot à Paris sur le thème de Jésus-Christ qui donne lieu un article élogieux du quotidien La Croix. D’autres expositions personnelles s’ensuivront : en 1974 à Metz et à Paris (Galerie Capangela), à la Galerie Grand Siècle à Versailles en 1975. En 1976 il présente 35 peintures et 7 pastels à la Galerie La Belle Gabrielle, faisant à cette occasion la « une » de la revue Le Peintre (no 528).
En 1979 une exposition itinérante remporte un succès triomphal à Dallas, Houston et San Francisco. Bosco expose 38 toiles et 10 gouaches principalement sur le thème du sport.

## Les années 1980

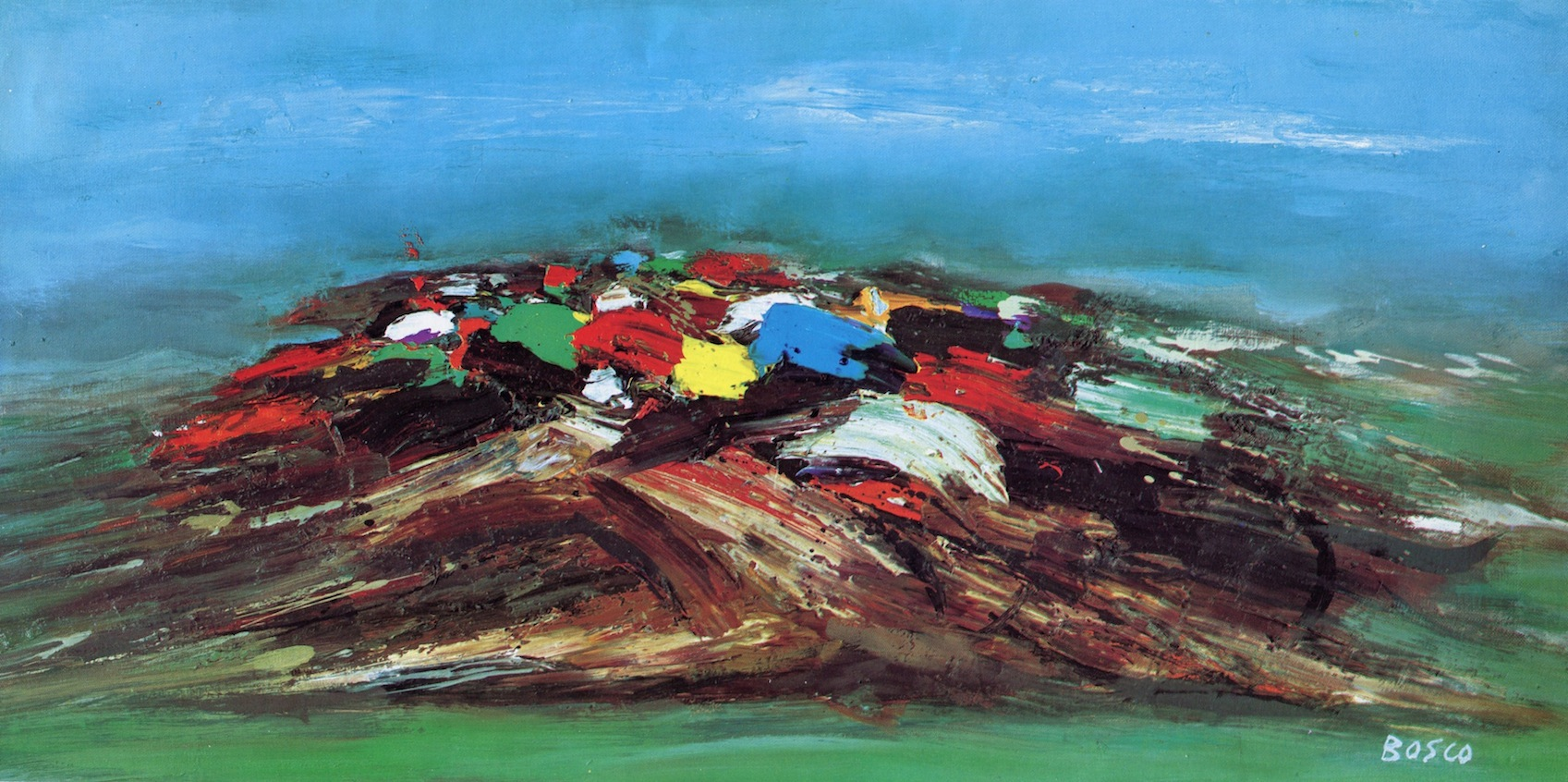
Course de chevaux

En 1981 Bosco voyage en Irlande, à Rhodes, aux États-Unis et au Mexique. L’année suivante, il reçoit le Diplôme du Mérite de l’Université de l’Art de Florence. Deux expositions particulières se tiendront cette année-là au Musée Véra à Saint-Germain-en-Laye et à la Galerie de la Colonne, place Vendôme à Paris. En 1985, le peintre expose à la Galerie Göran Svensson à Stockholm. Les toiles de Bosco voyageront à cette occasion dans plusieurs villes de Scandinavie.
Au début de l’année 1986, le peintre exécute une peinture murale -- une course automobile -- dans le hall d’entrée du Centre de Recherches des usines Bendix à Drancy. Durant l’automne, à l’occasion du Prix de l’Arc de Triomphe, Bosco expose quatre toiles sur l’hippodrome de Longchamp.
Après un voyage aux Antilles en mars 1988, un grave accident le plonge durant l’été dans un coma dont il sortira après deux mois d’hospitalisation. Le 30 novembre a lieu une exposition personnelle au château de Maisons-Laffitte.
Pierre Bosco meurt le 3 mars 1993, à 83 ans, dans son atelier du 21, rue Paul-Doumer à Vernouillet (Yvelines). Il est inhumé au cimetière de Saint-Germain-en-Laye.
On estime à plus de 6000 le nombre de ses tableaux, auxquels il faut ajouter les innombrables œuvres sur papier (pastels, gouaches, aquarelles ou dessins).
Ses œuvres sont présentes dans les collections permanentes des musées : Musée d’art moderne de la ville de Paris, Musée d'Art de Tel Aviv en Israël, Caramulo au Portugal et en Amérique du Nord (Toledo Museum of Art, Ohio, Galerie d'Art Beaverbrook, Fredericton, Canada).

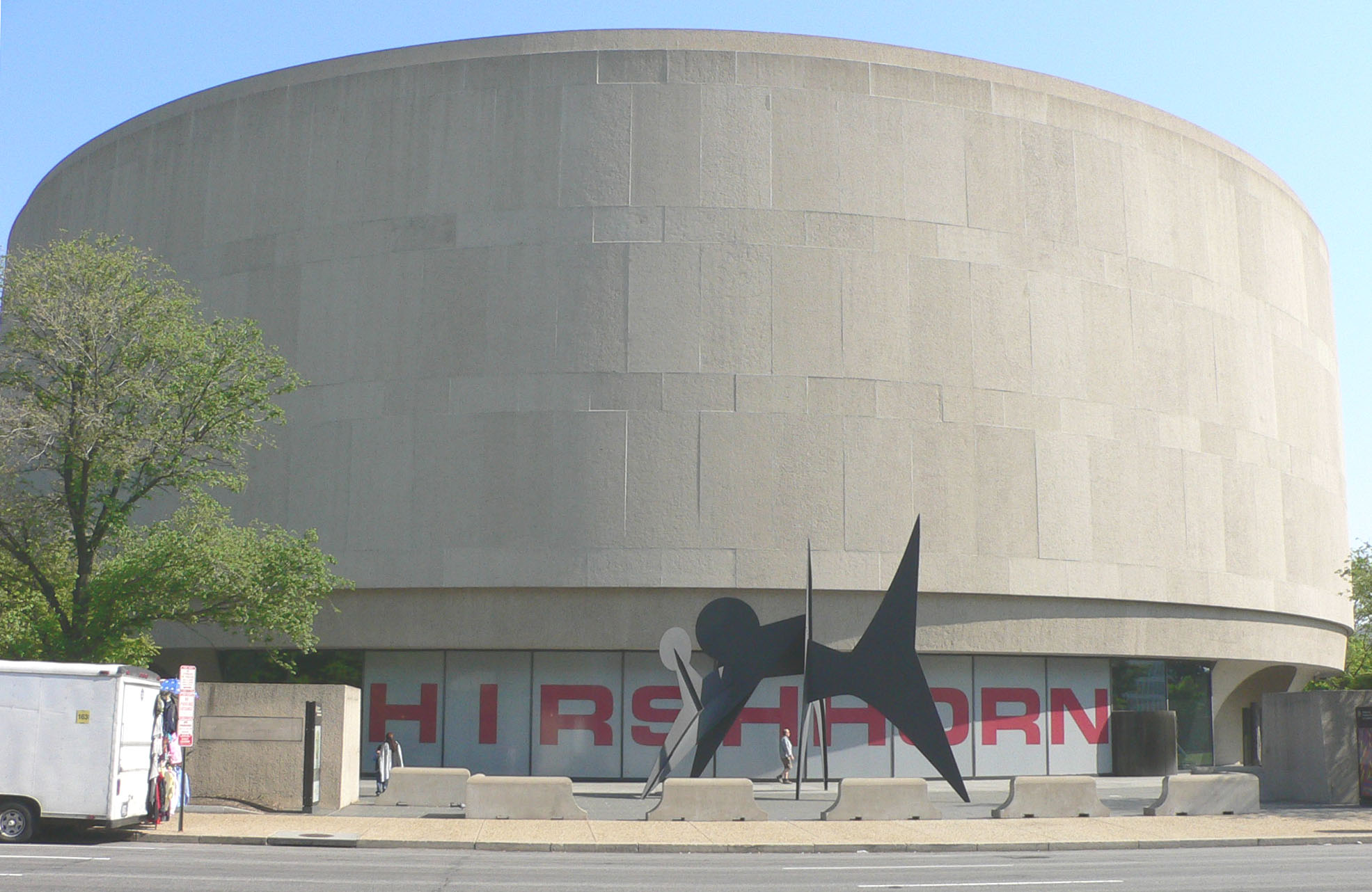
Hirshhorn Museum and Sculpture Garden, Washington

Elles sont aussi présentes dans de nombreuses collections privées. En 1962, Joseph H. Hirshhorn (en), industriel et collectionneur d’art américain, acquiert plusieurs toiles (qui figurent aujourd’hui au Hirshhorn Museum and Sculpture Garden à Washington). Pierre Bosco est aussi entré dans les collections des acteurs américains Kirk Douglas, Robert Mitchum et Jack Palance, de Lord Beaverbrook (l’ami et confident de Sir Winston Churchill), du Président Georges Pompidou, de chanteurs, sportifs (en 1976 le vainqueur belge du Tour de France, Lucien Van Impe, se verra offrir par Radio France un tableau de Pierre Bosco sur le thème de la course), d’hommes de culture – notamment Pierre Lévy qui a fait donation à l’État français de sa collection.

## Expositions

### Expositions personnelles
1943
- Galerie Roussel, Paris

1954
- Galerie Le Hérisson, Saint-Germain-en-Laye

1957
- Galerie de l’Élysée, Paris[16],[17]
- Galerie Alex Magny, Paris, 1967.
- Galerie H. Matarasso, Nice
- Terrasses de l’Hôtel Majestic, Cannes

1958
- Galerie A, Clermont-Ferrand
- Galerie Aktuaryus, Strasbourg
- Casino, La Baule

1959
- Galerie Di Meo, Paris
- Galerie Chappe, Paris

1960
- Galerie Jacques Norval, New York[7]

1961
- Musée de l’Athénée, Genève

1963
- Galerie la Belle Gabrielle, Paris

1964
- Galerie du Carlton, Cannes
- Galerie H. Wamper, Cologne
- Casino de Vichy

1965
- Galerie Niel, Paris
- Konstalongen Tylöhus, Tylösand (Suède)

1966
- Galerie du Cirque, Paris[18]

1967
- Galerie du Débarcadère, Saint-Germain-en-Laye

1968
- Galerie Il Tribbio, Trieste

1969
- Galerie Il Ventaglio, Udine (Italie)
- Galerie Limbara, Grado (Italie)
- Corner Gallery, Londres
- Galerie Rossoni, Trieste

1971
- Galerie La Belle Gabrielle, Paris
- Galerie Dauphine, Saint-Germain-en-Laye

1972
- Galerie X, Puy-Guillaume (Puy-de-Dôme)

1973
- Galerie Jean Battais, Rennes[19]
- Galerie Le Coin des Arts, Saint-Germain-en-Laye

1974
- Galerie Schmitt, Metz
- Galerie Capangela, Paris

1975
- Galerie Grand Siècle, Versailles

1976
- Galerie La Belle Gabrielle, Paris
- Galerie des Peintres Européens, Cannes
- Galerie Le Cercle, Orgeval
- Galerie Schack, Tordenskjoldsgade, Danemark

1977
- Galerie Arts et Formes, Toulouse

1978
- Novotel, Orgeval

1979
- Pinc Gallery, Dallas (Texas)
- Exposition itinérante : Houston, Texas – San Francisco, Californie

1981
- Château de Maisons-Laffitte

1982
- Musée Véra, Saint-Germain-en-Laye
- Galerie de la Colonne, Paris

1983
- Galerie Dauphine, Saint-Germain-en-Laye

1984
- Galerie Dauphine, Saint-Germain-en-Laye

1987
- Société Générale, Saint-Germain-en-Laye

1988
- Château de Maisons-Laffitte

1989
- Galerie Barbizon, Paris

1990
- Pierre Bosco - Mostra antologica, Villa de Brandis, San Giovanni al Natisone (Italie)[20],[21]
- Villa Caiselli, Percoto (Italie)

1992
- Galerie MP3B, rue de Poitou, Paris

2018
- École de musique et des arts, Vernouillet[22]

2022
- Pierre Bosco - Rétrospective-hommage, manège royal de Saint-Germain-en-Laye[15],[23],[24]

2023
- Espace Jacques-Prévert, Mers-les-Bains[25],[26],[27]

### Expositions collectives
- 1992 : De Bonnard à Baselitz - Dix ans d'enrichissements du cabinet des estampes, 1978-1988, Bibliothèque nationale de France[28].

## Réception critique
- « Il peint depuis l'âge de quinze ans. Mais il a dû pendant longtemps, pour vivre, exercer la profession de restaurateur de tableaux… Ses sujets : le football, les courses hippiques, des arlequins, des nus, des natures mortes. Sa figuration est toujours volontairement imprécise. Ses tableaux offrent des images floues qui suggèrent l'idée de mouvement. Des lignes brisées qui schématisent le contour des formes donnent à ce mouvement le caractère d'une trépidation. Bosco cherche à concilier dans sa technique les empâtements de Nicolas de Staël et la construction de Jacques Villon fondée sur les diagonales de la toile laissées en évidence. » - Yvon Taillandier[16]
- « La structure de ses œuvres respecte, exalte la vie et le mouvement par des moyens exclusivement plastiques où peuvent intervenir des évocations graphiques, autant de rythme que de valeur. Sa première grande exposition le fait reconnaître comme un des plus grands peintres de sa génération. » - Robert Vrinat[29]
- « Natural and human forms appear with substantial paint and sculptural effects in the canvases by Pierre Bosco… Figurative in regard to subject matter, he is interested in material effects, such as density aand texture. Color is sharply restricted, surfaces are modeled more than painted and the work reflects concern, as many art works do, with fresh techniques and media. Bosco is obviously one of the most accomplished of the French contemporaaries in this trend of art. » - New York Herald Tribune[7]
- « À côté de cette violence, les fonds très travaillés sont doux et mélancoliques, ils apportent la sérénité d'un ciel gris et, si parfois un immense soleil les traversent, c'est une lumière éternelle, donc calme, celle qui vient du Cosmos…   L'épaisseur de la matière, contrastant avec l'uniformité de ses fonds, est admirablement animée par un graphisme nerveux qui représente le caractère passionné de Bosco. » - Édith Richaud[18]
- « Bosco, ce peintre nanti d'une énergie peu commune et qui accuse le relief des choses et des êtres tout en le simplifiant, échappant tout à fait à l'anecdote, au pittoresque, à l'imitation. » - Jean Chabanon[30]
- « Le plus extraordinaire est qu'au-delà même de cette vitalité ardente, de ce besoin d'expansion rapide ou de cette force d'expression, chaque œuvre de Pierre Bosco recèle son intériorité, sa pensée, sa propre poésie parfois chantante et parfois tragique. » - Henri Terrière[19]
- « Bosco ne travaille pas dans le joli, nul moins que lui ne cultive la fleur bleue, encore que parfois elle éclate ici et là par surprise, et voilà que le bonheur se met à exister à la fenêtre d'une rue ou dans les voiles sous le vent d'un groupe de régates, mais c'est en plus, espérance ou promesse. Je comprends qu'il ait été séduit, toute une époque, et la plus récente, par l'effort de l'homme dans l'exercice du sport, quelle qu'en soit la discipline, comme si cet échappatoire servait de contrepoint à l'angoisse qui suinte de ses autres thèmes, comme si, de quelque manière, l'être humain, à défaut d'une perfection morale, éprouvait par là le besoin de se dépasse. Car rien n'est superficiel chez lui, rien n'est hypocrite. Et j'entends l'éperdu galop sur l'hippodrome, et je sens la sueur qui coule le long des reins de ses joueurs dans la mêlée du rugby. D'où paradoxalement cette santé que j'ai dite, et ce équilibre. » - Pierre Hulin[31]
- « La consistenza volumetrica dell'immagine non è ottenuta mediante artifici prospettici, si sostanzia nel colore en finisce per far corpo con esso. Il volume diventa massaa, magma, rilievo gestuaale. Gli spazi coloristici si tendono spesso lungo venatura grafiche. » - Licio Damiani[21]
- « Dans le dynamisme caractéristique de la touche, Bosco pratique un expressionnisme brutal et coloré, effleurant la non-figuration dans des scènes privilégiant les courses de chevaux. » - Gérald Schurr[32]
- « Contemplez ses Arlequins triomphants ou crucifiés, ses danseuses, ses pelotons de cyclistes, ses chevaux en course à Longchamp, ses têtes de cheval, ses coqs, ses chats, jusqu'aux natures mortes, aux cathédrales, aux arbres et aux voiliers… Vous y trouverez le même élan qui associe l'homme, dans l'effort et l'ardeur de sa condition, aux animaux incoupables et à la nature magique, inconquise, tous mystérieux et fraternels, réconciliés dans la palette, ingénue et savante à la fois, de ses couleurs. Car il n'illustrait jamais, il concevait. Il ne reproduisait pas, il inventait ou remémorait. Il y avait du moine et du mystique en lui, se découvrant poète. » - Maurizio Serra de l'Académie française[33]

## Collections publiques
- Artothèque de l'espace Jacques-Prévert, Mers-les-Bains, Course de chevaux, gouache.
- Département des estampes et de la photographie de la Bibliothèque nationale de France, Paris[28] :
  - Saint-Paul-de-Vence, lithographie originale numérotée et signée, l'un des 150 exemplaires, Imprimerie artistique Bellini, 1978.
  - Arlequin à cheval, lithographie originale numérotée et signée, l'un des 150 exemplaires, Imprimerie artistique Bellini, 1979.

## Hommages
- Une rue et l'espace culturel de la ville de Vernouillet (Yvelines), où vécut Pierre Bosco, portent son nom[34],[15].

#### Ouvrages
- Nouveau dictionnaire national des contemporains, 4e édition, 1966, Paris, p. 67-68.
- Pierre Hulin, Bosco, Paris, Éditions La belle Gabrielle, 1976.
- Gérard Silmo, Bosco ou la passion incarnée, Édité par l’artiste, 1990.
- Allgemeines Künstlerlexikon : die bildenden Künstler aller Zeiten und Völker, Saur, 1992.
- Gérald Schurr, Le Guidargus de la peinture, Les Éditions de l'Amateur, 1993.
- Emmanuel Bénézit, Dictionnaire des peintres, sculpteurs, dessinateurs et graveurs, vol.2, Gründ, 1999.

#### Catalogues
- Pierre Cailler, Pierre Bosco, Les cahiers d’art, no 192, Éditions Pierre Cailler, Genève, 1963.
- Pierre Bosco, Mostra antologica, Villa de Brandis (Udine), 17 février-18 mars 1990.
- Françoise Woimant, Marie-Cécile Miessner et Anne Mœeglin-Delcroix, De Bonnard à Baselitz - Estampes et livres d'artistes, B.N.F., 1992.
- Alex Maguy présente Bosco, Galerie de l’Élysée, 8 mars-23 mars 1957.

#### Revues
- Fulvio Monai, « Pierre Bosco », Nuova Iniziativa Isontina, no 1, 1990, p. 56-58.
- Ferruccio Tassin, « La pittura di Pierre Bosco », Un Vigneto chiamato Friuli, Anno X, no 4, juillet-août 1992.
- Ferruccio Tassin, « Il piu italiano dei pittori francesi », Udine economica, mai 1990, p. 146-149.
- Ferruccio Tassin, « Pierre Bosco: l’immagine e l’anima », Artist, Visco, p. 67-71.

### Filmographie
- Frédéric Asse, Pierre Bosco - Beyond the appearances - An overview of his work ((visionner en ligne - Source : YouTube ; durée : 16'12").
- Frédéric Asse, Pierre Bosco - Interview ((visionner en ligne - Source : YouTube ; durée : 34'01").
- Frédéric Asse, Pierre Bosco - L'atelier ((visionner en ligne - Source : YouTube ; durée ; 20'27").